# Monte Paina
Il monte Paina è un rilievo montuoso italiano appartenente alla catena delle Prealpi Bresciane e Gardesane. Si trova in Lombardia, nel comune di Nuvolera (BS). È un monte di altezza massima pari a 672 m ed è riconosciuto quale Sito di interesse comunitario e località di rilevante interesse ambientale in ambito CEE.
La dorsale del monte ha andamento est-ovest, ed ha come confini naturali a Nord Il Monte Fratte ed il Monte Rotondo, a est il Monte Rosa, a sud il Monte Cavallo e ad Ovest il Monte Fratta.

## Morfologia
La notevole presenza di rocce calcaree ha favorito molti fenomeni carsici, sono infatti visibili molti monoliti, conche e soprattutto doline, depressioni che si aprono verso grotte più profonde. Sono molto visibili anche sulle rocce dei solchi paralleli, dovuti alla facile erosione delle rocce carsiche da parte dell'acqua. Sono presenti inoltre diverse grotte, che tuttavia non superano la decina di metri di profondità. Sempre a causa del carsismo, non sono presenti sorgenti. Questo processo erosivo porta inoltre a numerose piccole frane e alla formazione di piccole piramidi di terra.

## Geologia
Il monte Paina è formato per lo più da rocce sedimentarie, in particolare calcare e marmo formatesi tra il Triassico e l'Oligocene nel mar della Tetide, che allora ricopriva questa zona. L'innalzamento della catena iniziò 40 milioni di anni fa, nell'ambito dell'orogenesi alpina.
Il versante meridionale del crinale maggiore presenta un'importante stratificazione delle rocce, cioè disposte inclinate verso la vallata a Sud.

## Curiosità storiche
Costituito in prevalenza da marmo di pregiatissima qualità, il Monte Paina ospita ancora oggi diverse cave sui suoi versanti (la più grande sul lato Sud), tra le quali la famosa Cava Paine, già attiva nella metà dell'800. I marmi estratti in questa zona appartengono alla famiglia del marmo Botticino ed in particolare alle tipologie del Botticino CLassico, Botticino Semiclassico e Botticino Fiorito.

## Clima
Il monte Paina presenta un clima peculiare che si differenzia da quello delle zone limitrofe: durante l'estate presenta un clima più vicino a quello prealpino - subalpino, mentre d'inverno un clima tipicamente alpino, con le precipitazioni condensate in inverno e primavera.
Durante i giorni invernali, gode di un clima più mite rispetto alle zone circostanti, che sono avvolte spesso da nebbie molto fitte.

## Vegetazione
Il monte Paina, per la sua modesta altezza è per lo più caratterizzato da vegetazione di fascia mediterranea. Nella fascia mediterranea più bassa sono presenti soprattutto alberi ad alto fusto come il leccio, il carpino nero, l'orniello e la roverella. Poco più in alto si possono trovare piantagioni di castagno, avena e foraggio. Vivono in questa fascia inoltre molte specie a fusto basso o senza fusto, come l'orchidea, il cappero, il rosmarino, il ligustrello, la lantana, l'ilatro, l'alloro, l'albero di Giuda, la saponaria rossa, la frassinella, la primula, il fior d'angiolo, la valeriana rossa, lo scotano e il bagolaro.